# Drojdie

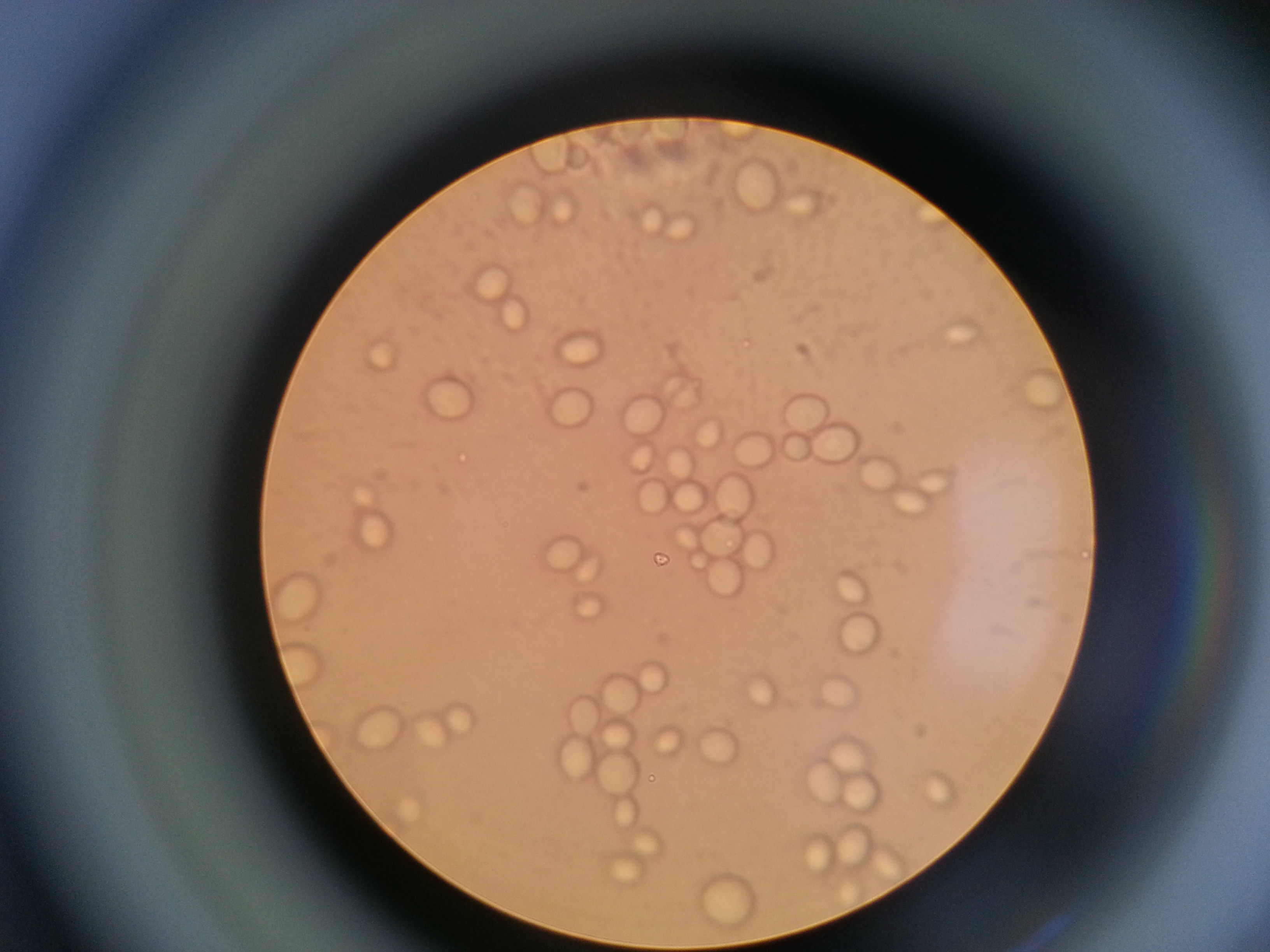
Drojdie în repaus

Drojdia a fost folosită în coacere și fermentare, de mii de ani. Este folosită ca organism model în biologia modernă a celulei și este printre cele mai cercetate organisme eucariote. În ultima vreme s-a constatat că drojdia poate fi folosită pentru a genera energie electrică și că poate produce etanol.

### Generalități
Au fost cercetate până în prezent peste 1.500 de specii de drojdie, fiecare având diferite mărimi, variind între 3 și 7 micrometri în diametru. Cu toate acestea, se presupune că doar 1% din toate speciile de drojdie ar fi fost descoperite.
Drojdia nu necesită lumină pentru a crește. Pentru acest scop ea utilizează resurse organice ca surse de energie. Unele specii necesită oxigen pentru “respirație”, altele, deși anaerobe, necesită oxigen pentru înmulțire.
Drojdia se reproduce sexuat sau asexuat (cel mai des asexuat).

### Utilizare
Drojdia a fost cel mai mult folosită în biotehnologie. Fermentarea zahărului este cea mai veche și largă aplicație a acestei tehnologii. Multe specii de drojdie au fost folosite în producerea unor alimente: drojdia de pâine pentru producerea pâinii; drojdia de bere pentru producerea berii; drojdia de vin pentru producerea vinului.
Băuturile alcoolice sunt definite ca soluții care conțin etanol (C2H5OH). Acest etanol este aproape întotdeauna produs prin fermentație - metabolismul carbohidraților provocat de anumite specii de drojdie sub condiții anaerobice sau scăzute în oxigen.

## Drojdiile de bere
Două tipuri de drojdii sunt folosite pentru fermentarea berii: Saccharomyces cerevisae și Saccharomyces uvarum.
Aceste drojdii metabolizează zaharurile din cereale (în caz că berea se face din cereale) și produc alcool și dioxid de carbon.
- Saccharomyces cerevisae, mai este cunoscută și ca Ale Yeast, adică drojdia care produce berea britanică de tip „ale”, are o temperatură de fermentație de 15-20°C, ocazional chiar mai mare decât 24°C.
- Saccharomyces uvarum este drojdia care se folosește pentru fermentare la rece, unde temperatura de fermentare este în medie de 10°C. Cu această drojdie se face berea de tip „lager”. Această drojdie este capabilă, la aceasta temperatură, să proceseze rafinoza, care este o trizaharidă ce se găsește în toate cerealele și în mai multe legume. Astfel, berea „lager” nu mai conține zaharuri, spre deosebire de berea „ale”, a cărei drojdie nu este capabilă să proceseze decât fructoza, celelalte două componente ale trizaharidei (galactoza și glucoza) rămânând în berea „ale”. De aceea, berea „ale” este mai dulce decât berea „lager”, iar datorită fermentației la rece, în timp îndelungat, reziduurile din berea „lager” se depun, rezultând o bere limpede.

## Răspândire
Mijloacele de drojdii sunt asociate predominant cu substraturi bogate în zaharuri: suprafețele fructelor și frunzelor (în cazul în care drojdia se hrănește cu secreții de plante dătătoare de viață), nectar de flori, seva de plante, plante moarte etc. Drojdie este, de asemenea, întîlnită în sol (în special în orizonturile de gunoi și organogeni) și în apele naturale. Drojdia (genele Candida, Pichia, Ambrosiozima) este prezentă constant în intestin și în pasajele de xilofagi (insecte care mănâncă lemne), pe frunzele afectate de afide se dezvoltă comunități bogate de drojdie. Membrii din genul Lypomyces sunt locuitori tipici ai solului.

## În România
În anul 2003, piața drojdiei pentru panificație s-a ridicat la circa 26 de milioane de euro, cei mai mari furnizori fiind compania turcă Pakmaya și firma franceză Lesaffre.